# Ринджани
Ринджа́ни (индон. Gunung Rinjani) — активный стратовулкан на острове Ломбок (Индонезия). Неоднократно извергаясь в западной части формировалась кальдера с озером. Предпоследнее извержение было на конусе Meer Lake в 2009 году. Последнее извержение в ноябре 2015 года. Столб пепла, выбрасываемого вулканом поднимался до отметок в 3,7 км. На вулкане 3 субкратера.

## Извержение Самаласа
В современном состоянии вулкан Ринджани представляет собой кальдеру, сформированную катастрофическим извержением 1257 года, остатки прежней структуры стратовулкана в виде окружающих кальдеру пиков и вулканические конусы, сформированные при более поздних извержениях. До взрывного извержения 1257 года, на месте Ринджани располагался вулкан Самалас, высота его центрального конуса составляла около 6 км. Извержение было силой 7 баллов по шкале VEI.
Осадочные породы и ледяные керны, относящиеся к 1257—1258 гг, указывают на глобальное влияние этого события на климат планеты в данный период времени. Извержение 1257 года, помимо изменений в солнечной активности, считается одной из причин завершения малого климатического оптимума и начала малого ледникового периода в Средние века.

## Субкратеры
Самый первый субкратер появившийся на вулкане 48000 лет назад. На его вершине происходило крупное извержение 1847 года. Западный склон полностью обрушился и сформировалось озеро. Второй субкратер сформировался в 1944 году. Это вершина конуса Meer Lake. Третий субкратер располагается на севере и в нём можно наблюдать фумарольную активность. Из него последнее извержение происходило 3400 лет назад.